# Wiedové
Dynastie Wiedů (německy: Haus Wied) či jen Wiedové byl mediatisovaný knížecí rod původem z Německa. Wiedové nepatřili k suverénním dynastiím. Byli však významným říšským rodem. V roce 1784 byli z hraběcího stavu povýšeni do stavu knížecího (Fürsten zu Wied-Neuwied). Podle německého práva vede rod Wiedů i v současnosti jméno Fürst zu Wied resp. Prinz zu Wied. Wilhelm Friedrich Heinrich, princ zu Wied, byl v letech 1913–1925 (1914) knížetem Albánie.

## Postavení rodu

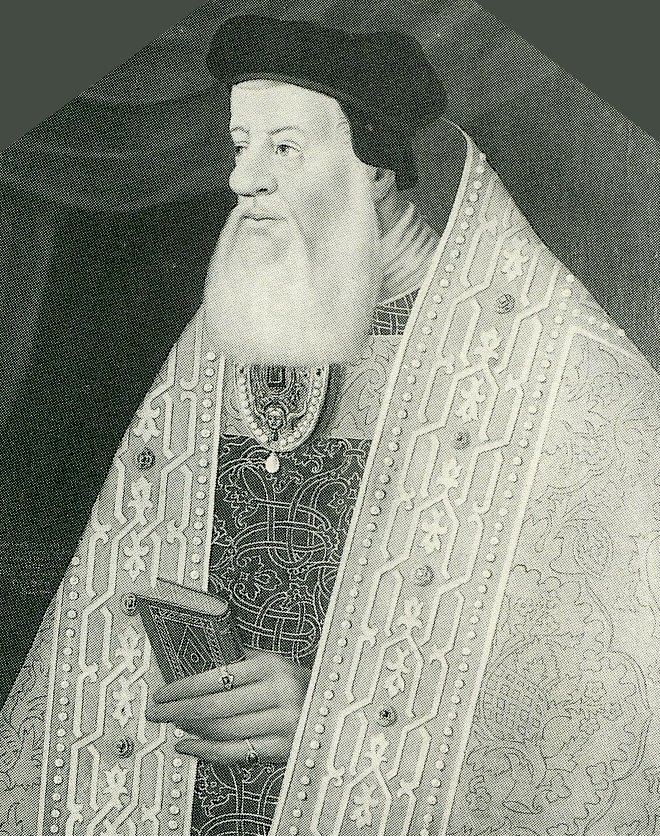
Hermann von Wied, arcibiskup z Kolínský (16. století)

V Německu vládli nejprve jako hrabata z Wiedu (860–1243). Když původní rod vymřel po meči, připadl titul hrabat z Wiedu rodu von Runkel (1219–1462). Hermann von Wied byl v letech 1562–1567 arcibiskupem kolínským. Hrabství Wied bylo roku 1631 rozděleno mezi Wied-Neuwied a Wied-Dierdorf. Linie Wied-Dierdorf vymřela roku 1709.
Naopak hrabství Wied-Neuwied bylo v roce 1698 rozděleno na Wied-Neuwied a Wied-Runkel. Hrabství Wied-Runkel bylo roku 1791 povýšeno na knížectví, to ale bylo v roce 1806 připojeno k vévodství Nassau-Weilburg, a tato linie rodu v roce 1824 vymřela po meči. I hrabata z linie Wied-Neuwied byli povýšeni na suverénní knížata, a to roku 1784. Knížectví ale bylo v důsledku mediatizace v roce 1806 také připojeno k vévodství Nassau-Weilburg. V roce 1824, když vymřela linie Wied-Runkel po meči, připadly dědické nároky linii Wied-Neuwied. Ti proto toho roku změnili své jméno a titul na knížata zu Wied.
Významnou událostí byla svatba princezny Alžběty zu Wied a rumunského krále Karla I., která se konala 15. listopadu 1869 v Neuwiedu. Královští manželé spolu měli pouze jedinou dceru Marii, která zemřela ve třech letech.

## Wilhelm princ zu Wied, albánský kníže

Znak albánského knížectví za knížete Wilhelma Wieda

### Kandidatura na albánský trůn
Albánie vyhlásila 28. listopadu 1912 nezávislost a stala se republikou. Požadavek na vytvoření autonomního státu, který předložili představitelé země osmanské vládě, osmanští ministři přijali. 17. prosince 1912 pak evropské mocnosti přiznaly zemi autonomní status pod svrchovaností sultána. 29. července 1913 byla v Londýně podepsána mírová smlouva, která Albánii již definitivně stanovila jako autonomní, suverénní a dědičné knížectví, jehož existence a neutralita byla garantována šesti velmocemi (Rakousko-Uhersko, Německo, Francie, Itálie, Spojené království a Rusko). Do zvolení albánského knížete měla nejvyšší moc vykonávat Mezinárodní kontrolní komise (MKK). Jako zájemci o albánský knížecí trůn se přihlásili např. italský markýz Giovanni Kastriota Skanderbeg d'Auletta nebo španělský šlechtic Don Juan de Alandro Kastrioti y Perez de Velasco, kteří odvozovali svůj původ od hrdinného Skanderbega, neměli však podporu velmocí, a tak nepřicházeli v úvahu. Stejně dopadli i kandidáti z Albánie nebo černohorský král Nikola I., neuspěli však ani kandidáti velmocí, většinou katolíci. Úspěšně dopadl až princ Wilhelm zu Wied z Neuwiedu v Porýní, jehož matkou byla nizozemská princezna a jeho vzdáleným příbuzným byl německý císař Vilém II. Rozhodujícím faktorem pro něj bylo to, že byl protestant a tedy přijatelný pro všechny.

### Albánský kníže

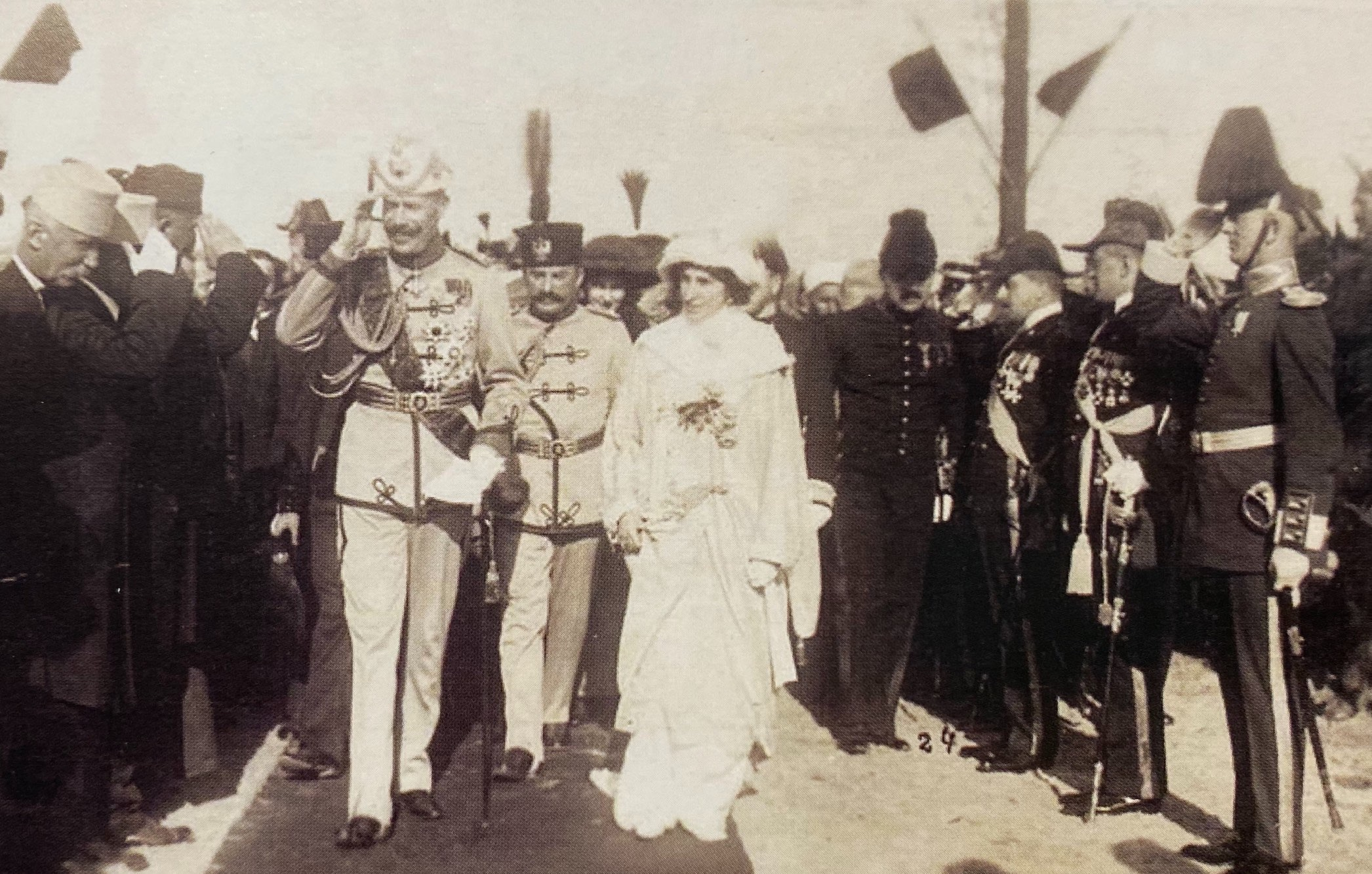
Kníže Vilém a jeho žena Sofie přijíždí roku 1914 do Albánie

Wilhelm Wied dorazil do Albánie 7. března 1914 a za své sídelní město si vybral přístav Durrës (Drač); tak začala jeho dvousetdenní vláda v Albánii.
Nedlouho po vyhlášení nezávislosti Albánie však vypukla první světová válka a členové MKK jeden po druhém začali i se svými vojenskými jednotkami Albánii opouštět. Knížeti posléze došly finance a při muslimské vzpouře, která dorazila do Durrësu, vyhledal úkryt na palubě italské lodi Misurata, což v očích Albánců velmi snížilo jeho prestiž.
V zahraničí a diplomatické korespondenci byl uváděn jako suverénní kníže, ale v Albánii byl označovaný jako mbret (neboli král).
Jeho celý titul byl: Z milosti velmocí a vůle lidu Albánský kníže.

### Exil a smrt
Po definitivním odchodu členů MKK a jejich vojenských jednotek nenašel kníže Vilém východisko ze své situace. Než se opět nalodil na loď Misurata, vydal prohlášení, v němž Albáncům sdělil, že neabdikuje, ale opouští zemi proto, že mu poměry neumožňují její řádnou správu. Kníže vyjádřil přesvědčení, že během jeho dočasné nepřítomnosti "si bude moci lid v klidu rozmyslet a najít pro sebe správnou cestu". Wied nejprve odcestoval do Rumunska, posléze byl jako major německé armády poslán na frontu do Flander. To jej zdiskreditovalo jako neutrální osobu, schopnou vykonávat funkci vladaře Albánie, především v očích Dohody.
V roce 1924 byla v Albánii vyhlášena republika a 31. ledna 1925 tím definitivně skončila Wiedova byť již pouze nominální vláda v Albánii. Když v roce 1928 prezident Ahmet Zogu obnovil monarchii a prohlásil se sám králem, kníže Wilhelm protestoval a znovu formálně potvrdil svůj nárok na albánský trůn pro sebe a své dědice.
Kníže Vilém se do Albánie již nikdy nemohl vrátit. Zemřel jako Wilhelm princ zu Wied 18. dubna 1945 v  Predealu v Rumunsku. Je pohřben v Bukurešti. Po jeho smrti v roce 1945 připadl titul albánského knížete formálně jeho synovi Karlu Viktorovi zu Wied (1913–1973).

## Galerie - Wiedové

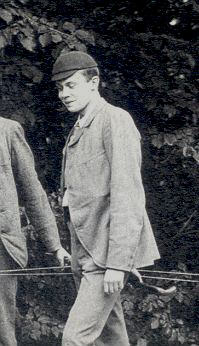
Princ Viktor zu Wied v roce 1897
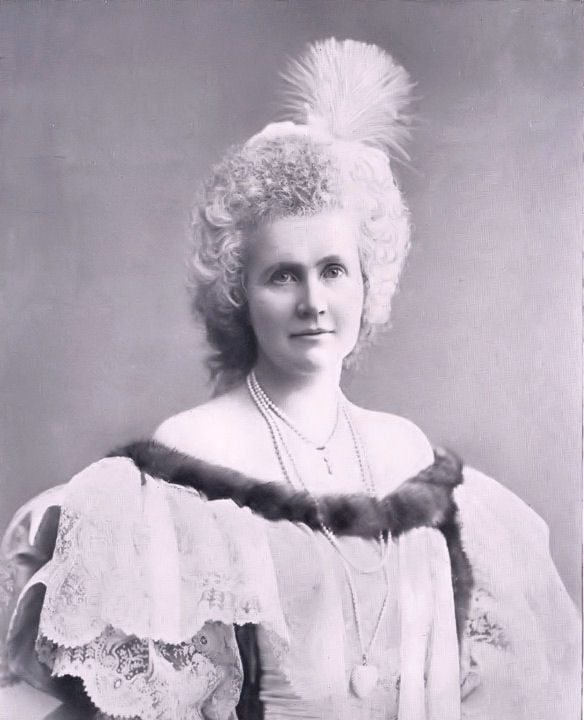
Rumunská královna Alžběta
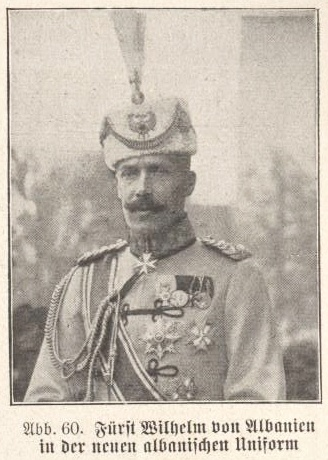
Albánský kníže Wilhelm Wied
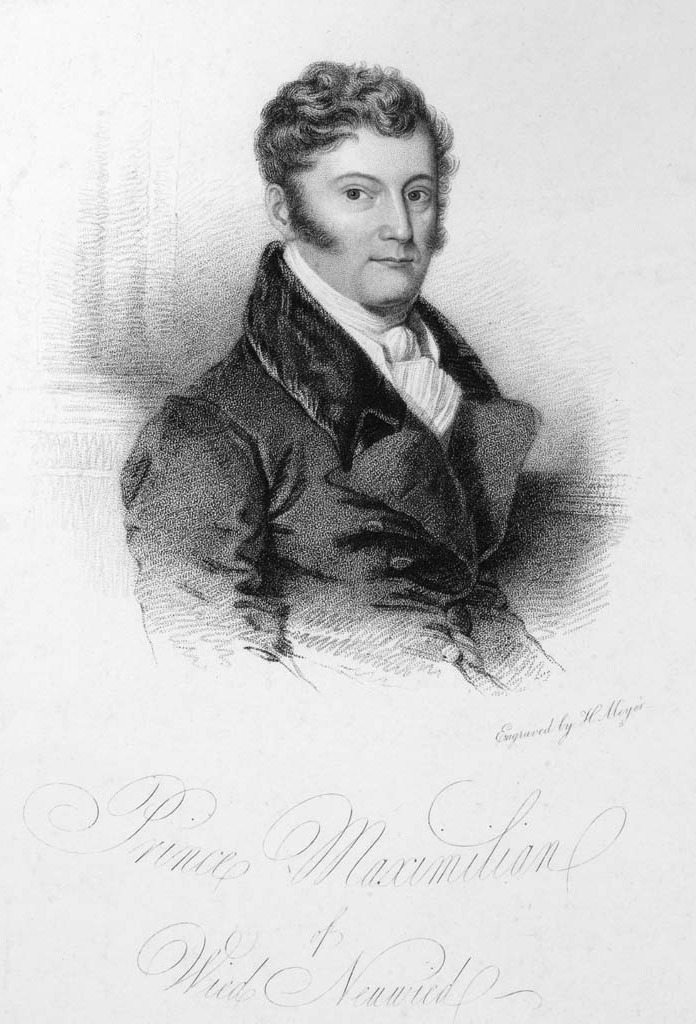
Maximilian zu Wied-Neuwied
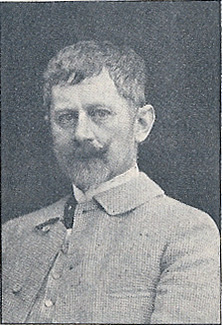
Gustav zu Wied
Znak Wiedu-Runkelu